# Petalax
Petalax (finska Petolahti) är en tätort (vardagl. by) i Malax kommun i Svenska Österbotten i landskapet Österbotten i Västra Finlands län. 
Majoritetsspråket i Petalax är svenska.

## Geografi
Petalax ligger vid Kvarken, det vill säga vid kusten. Byn gränsar i norr till Malax, i nordväst till Bergö, i väster till Molpe och Taklax, i söder till Pörtom samt i öster till Jurva. 
I Petalax finns ett flertal bydelar och gårdsgrupper, bland annat Bjurnäs,  Bofjärden, Gålören, Kallkärr, Kråkträsk, Kyrkbyn, Lolax, Långbacka, Mamrelund, Nyby, Ribacka, Vägvik (lastningsplats), Ågren och Åmossa.
Petalax skärgård gränsar till världsarvet Kvarkens skärgård, och består bland annat av Petalax Dersören, Rankelön, Rankelören, Malarstenarna, Stackgrundet, Svartören och Skiten med nödhamn och gäststuga. Båthamnar finns på Bockören och i Vägvik. På byns område finns också vattendraget Petalax å, där åmynningen erbjuder ett rikt fågelliv . I Vägvik finns en simstrand med servicehus och sommarkiosk.
I Petalax finns tre skolor: Petalax skola, Högstadiet och Gymnasiet i Petalax. De två sistnämnda är gemensamma för Malax och Korsnäs kommuner.
I Petalax verkar många olika föreningar, som till exempel Petalx IK, Petalax hembygdsförening, Petalax lokal TV-förening, Petalax UF, Nyby byaförening, Folkhälsan i Petalax, Petalax jaktförening och Petalax Navigationsklubb.

## Historia
Vid arkeologiska utgrävningar i Tallmossen, Rimossbacken och Brännbacken i Viitala har man hittat benrester, keramik och bronsföremål från bronsålderns slutskede. Det område vi i dag känner som Petalax hade alltså bosättningar vid tiden 500-1000 f.Kr.
De tidigaste uppgifterna om livet i Petalax visar att byn tillhörde Korsnäs kapellförsamling, som i sin tur var en del av storsocknen Närpes. I mitten av 1300-talet hade Närpes egen präst och kyrkoherde. I praktiken gick Petalaxborna i kyrkan i Korsnäs, men kyrkvägen var lång och kändes besvärlig. Redan 1805 hade ett ”bönehus” byggts i Petalax. Senare fick man lov att använda ”bönehuset” som kyrka.
Ortsnamnet Petalax omnämns för första gången i ett dokument från 1480 med stavningen "Peetholax" eller "Peethalax", beroende på hur man tolkar den gamla stilen. Då skiftade hustru Kirsten i Stensböle, Borgå socken arv med sina barn, och dottern Ingeborg skulle "blif:a wijdh Peethalax" och dessutom få ett gods i Helsinge socken. Ett bevarat dokumentet från 1491 handlar om att en landsynenämnd genom rågång har bekräftat gränsen mellan Malax och Petalax byar. Samtidigt handlar det om gränsdragningen mellan de medeltida kyrksocknarna - byarna i Malax hörde nämligen till Mustasaari kyrksocken, medan Petalax var en del av Närpes kyrksocken.
Petalax var en självständig kommun fram till 1973 och inom den gamla kommunens område bor idag cirka 1 200 invånare. Nuvarande Malax kommun bildades den 1 januari 1973, då förutvarande Malax kommun slogs samman med Bergö och Petalax förutvarande kommuner.

## Besöksmål
- Petalax kyrka, en träkyrka med korsformig grundform. Byggd 1805 med Nathanael Rönnblad från Pörtom som byggmästare [9]
- Museiområdet på kyrkbacken [10]
- Hembygdsgården Arstu med Petalax hembygdsförenings sommarteater Ur Bykiston [11]
- Vägvik simstrand [12]
- Petalax åmynning och utkikstornet på Gålören [13]